# Nordica (légitársaság)
A Nordica (IATA: EE, ICAO: EST, Hívójel: REVAL), jogi nevén Nordic Aviation Group AS, egy állami tulajdonú észt légitársaság volt, amelynek székhelye Tallinnban van és a bázisa a Tallinni repülőtér. Főleg menetrend szerinti járatokat üzemeltetett, wet-lease szerződések alapján más légitársaságok nevében is, mellette charterjáratokat is üzemeltetett. A légitársaság 2024. november 20-án csődöt jelentett és beszüntette tevékenységét.

## Története
A légitársaságot 2015. szeptember 25-én alapították az észt kormány döntése alapján, miután a korábbi nemzeti légitársaság, az Estonian Air csődbe ment és felszámolásra került. Újrahasználja az Aero Airlines IATA-kódját (EE) és hívójelét (REVAL), amely 2008 elején szüntette meg működését. A cég működése 2015. november 8-án kezdődött el, amikor a vállalat első járata elindult Tallinnból Amszterdamba. Az első észt személyzettel rendelkező járat ugyanezen az útvonalon repült 2016. január 20-án.
2016. március 30-án bejelentették a légitársaság nevét, amely a Nordica lett. Erik Sakkov, egy korábbi igazgatósági tag a légitársaság elnevezését azzal magyarázta, hogy Észtország Észak-Európához kötődik, és az ország vezetői ezt a nemzeti légitársaság nevében is szeretnék megjeleníteni. Azt is megjegyezte, hogy a Nordica logikus folytatása a korábbi nevének, a Nordic Aviation Group-nak.
Az első évben a szlovén Adria Airways üzemeltette a Nordica járatainak nagy részét, amíg az kiépítette a flottáját és kiképezte a személyzetét. 2016. november 19-én stratégiai partnerséget kötött a LOT légitársasággal, amely az utóbbi értékesítési platformját, jegyértékesítési rendszerét és járatkódját használja. Mivel a járatok többségét a LOT üzemelteti, amelynek 49%-os részesedése van és a Star Alliance tagja, a Nordica a legtöbb járatán a LOT járatkódját és hívójelét is viseli.
A Nordica leányvállalata, a Regional Jet, a Scandinavian Airlines-szal partnerségben működve hat ATR 72-600-as repülőgépet üzemeltet skandináv és más észak-európai célállomások között.
2018 márciusában a Nordica egy bázist nyitott Hollandiában a Groningeni repülőtéren. A bázisról négy útvonalon közlekedtek járatok: egész évben Koppenhágába és Münchenbe, nyáron pedig Ibizára és Nizzába. 2018 novemberében a vállalat bejelentette, hogy nyolc, a Tallinni repülőtérről induló járatát a 2019-es nyári menetrendben nem indítja újra. Emellett 2018. december 29-én bezárta groningeni bázisát.
2019 júniusában a Nordica bejelentette, hogy megszünteti a tallinni bázisáról induló összes fennmaradó menetrend szerinti járatát is. Míg néhány kulcsfontosságú útvonalat átvesz a partnere, a LOT, addig a Nordica szolgáltatásait más légitársaságok számára végzett lízingtevékenységekre összpontosítja.
2020 februárjában a Regional Jet bejelentette, hogy nevet változtat és ezentúl Xfly lesz a neve. Továbbá újabb hét Embraer 190 és 195-öst lízingelnek a szolgáltatásaik bővítése érdekében.
2021 júliusában az Xfly bejelentette, hogy lehetőséget lát arra, hogy 2021-től Európa-szerte kapacitásvásárlási megállapodásokat kössön, mivel más légitársaságok egyre nagyobb ütemben folytatják a tevékenységüket.
2024. november 20-án jelentették be, hogy a cég csődeljárást kezdeményez maga és az Xfly leányvállalata ellen és beszüntetik a tevékenységüket. A cég tulajdonosa, az észt állam 2023-ban végén kezdeményezte a a Nordica privatizációját. A lehetséges befektető, Lars Thuesen dán üzletember november 18-n jelentette be, hogy visszalép a cég megvásárlásától.

## Célállomások
2022 márciusában a Nordica a következő úticélokat szolgálta ki:

### Codeshare megállapodások
A légitársaságnak a következő légitársaságokkal van codeshare egyezménye:
| - Croatia Airlines - LOT - Lufthansa | - TAP Portugal - Turkish Airlines |

## Flotta

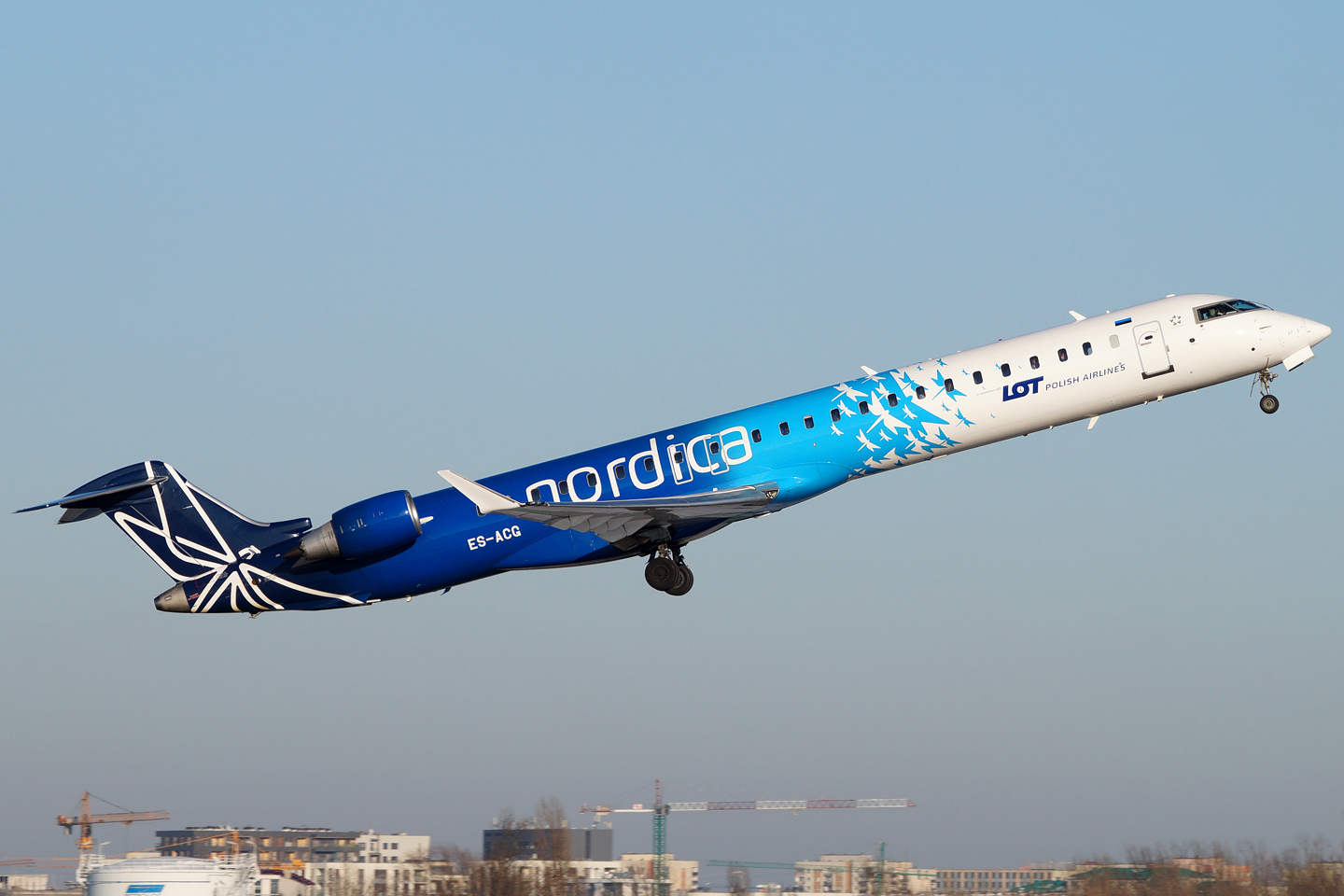
Egy Nordica Bombardier CRJ900-as repülőgép felszállás közben a Varsó-Chopin repülőtéren.

2022 márciusában a következő repülőgépek szolgáltak a Nordica flottájában:

## Fordítás
Ez a szócikk részben vagy egészben  a   Nordica (airline) című angol Wikipédia-szócikk ezen változatának fordításán alapul.  Az eredeti cikk szerkesztőit annak laptörténete sorolja fel. Ez a jelzés csupán a megfogalmazás eredetét és a szerzői jogokat jelzi, nem szolgál a cikkben szereplő információk forrásmegjelöléseként.